# Ochrotrichia unio
Ochrotrichia unio is een schietmot uit de familie Hydroptilidae. De soort komt voor in het Nearctisch gebied.